# Atsuhiro Iwai
Atsuhiro Iwai (Prefettura di Saitama, 31 gennaio 1967) è un ex calciatore giapponese, di ruolo difensore.